# Paola Cardullo
Paola Cardullo (* 18. März 1982 in Omegna, Italien) ist eine italienische Volleyballspielerin. Ihren größten Erfolg feierte sie bei der Weltmeisterschaft 2002, als sie mit der Nationalmannschaft den Titel gewann und außerdem als fairste Spielerin des Turniers ausgezeichnet wurde.

## Karriere
Cardullo begann ihre Karriere 1996 bei ihrem Heimatverein Pallavollo Omegna in der drittklassigen Serie B1. Drei Jahre später wechselte sie zum Verein AGIL Volley Novara, der damals unter dem Namen Agil Trecate in der zweiten Liga (Serie A2) spielte. 2001 gelang Cardullo mit dem Verein der Aufstieg und sie wurde zum Turnier in Montreux erstmals in die italienische Nationalmannschaft berufen, mit der sie kurz darauf das Endspiel der Europameisterschaft in Bulgarien erreichte. Im folgenden Jahr war die Libera bei der Weltmeisterschaft in Deutschland am erstmaligen Titelgewinn der Italienerinnen beteiligt und wurde als fairste Spielerin des Turniers geehrt. In der folgenden Saison triumphierte sie mit ihrem Verein, der in der ersten Liga unter dem Namen Asystel Volley Novara antrat, im CEV-Pokal und 2004 im italienischen Pokal. Nach dem erneuten Einzug ins EM-Finale 2005 und dem Sieg im Top Teams Cup 2006 gelang ihr 2007 der doppelte Erfolg mit der Nationalmannschaft im World Cup und bei der Europameisterschaft. Beim kontinentalen Turnier gelang 2009 die Titelverteidigung, nachdem sie mit Novara im CEV-Pokal zum dritten Mal einen Titel im Europapokal gewonnen hatte. Von 2009 bis 2011 spielte sie bei MC-Carnaghi Villa Cortese und wurde hier zweimal italienischer Pokalsieger. Seit 2011 spielt Cardullo beim südfranzösischen Verein RC Cannes, mit dem sie 2012 französischer Meister und Pokalsieger wurde. Danach kehrte sie in ihr Heimatland zurück und spielte zunächst wieder bei MC-Carnaghi Villa Cortese und später bei LJ Volley Modena, bei Volley 2002 Forlì, bei River Volley Piacenza und zuletzt bei Volley Bergamo, wo sie 2016 erneut den italienischen Pokal gewann.